# مقاطعة كارول (ميزوري)
مقاطعة كارول (بالإنجليزية: Carroll County)‏ هي إحدى المقاطعات في ولاية ميزوري في الولايات المتحدة الأمريكية.